# Trafostanica u Dujmovači
Trafostanica u Dujmovači je trafostanica u Splitu. Nalazi se na adresi Solinska 70 i 72 , Split.
Sagrađena je 1926., a djelo je arhitekta Josipa Kodla.

## Opis
Na ograđenoj parceli u splitskom predjelu Dujmovača, u Solinskoj ulici 70 i 72, na trasi stare ceste koja je povezivala Split i Solin nalaze se dvije trafostanice. Obje su izgrađene prema projektu Josipa Kodla 1926. godine, kada je u Split dovedena električna struja iz Dugog rata. Parcela je od ulice odijeljena zidom s ulaznim portalom izvedenim u kombinaciji betona, opeke i kamena te zanimljivo oblikovanom željeznom ogradom, koji su također Kodlovo djelo.

## Zaštita
Pod oznakom Z-5795 zavedena je kao nepokretno kulturno dobro - pojedinačno, pravna statusa zaštićena kulturnog dobra.